# Claudette Werleigh
Claudette Werleigh (Cabo Haitiano, 26 de setembro de 1946) foi a primeira-ministra do Haiti de 7 de novembro de 1995 até 6 de março de 1996, considerada a primeira mulher a ocupar este cargo no país.
Em 1999, Claudette se tornou diretora do Instituto Vida e Paz, em Uppsala, na Suécia e, mais tarde, em 2007, secretária-geral e, em 2010, enviada da paz da organização internacional de tradições católicas pela paz Pax Christi Internacional, em Bruxelas, Bélgica.

## Biografia
Claudette nasceu de uma família rica em Cap-Haïtien, em 1946. Seus pais mexiam com exportação de café e, além disso, sua mãe tinha uma loja. Seu pai era advogado, mas se retirou da política antes de Claudette nascer. Claudette estudou nas escolas primárias e secundárias de freiras católicas, estudou diversas disciplinas, incluindo medicina e pedagogia, na Espanha, nos Estados Unidos, no México e no Haiti, e obteve uma licença em Direito e em Economia da Universidade de Porto Príncipe. Em 1978, ela estava inscrita como advogada.

## Carreira
Entre 1968 e 1970, Claudette trabalhou como técnica médica e química nos Estados Unidos; de 1971 até 1973 como fisiologista na Suíça; e em 1973–74 como andragogia no Haiti. Em 1970, ela se casou com George Werleigh, professor de economia e figura destacada do partido social-democrata PANPRA (Partido Revolucionário Nacional do Haiti). O casal teve duas filhas.
Werleigh engajou-se no trabalho social e educacional em várias organizações não governamentais nas áreas de alfabetização de adultos e ajuda humanitária. Em 1975, ela se juntou à Ajuda [Católica] de Emergência ao Haiti e de 1976 até 1987 foi secretária-geral das Caritas Nacionais do Haiti, viajando por todo o país. De 1983 a 1987, foi coordenadora do Caribe das Caritas Internacionais. Em 1979, Werleigh fundou o ITECA (Instituto de Tecnologia e Animação), uma das organizações educacionais mais importantes do Haiti.
Ela ajudou a fundar a Liga para o empoderamento feminino ("Lig Pouvwa Fanm"), uma organização feminina que busca igualdade política e econômica e que promove a participação das mulheres na política. Era importante colmatar o abismo que separa os diferentes mundos, os pobres e os ricos, as mulheres e as estruturas de poder. As mulheres eram a espinha dorsal da sociedade e tinham uma grande capacidade de fazer a paz.

## Cargos políticos
Em 1990, Claudette tornou-se ativa na administração pública e política no Haiti. De março até agosto de 1990, foi ministra dos Assuntos Sociais como independente no governo do presidente interino Ertha Pascal-Trouillot. Quando Jean-Bertrand Aristide se tornou presidente, Claudette se juntou ao gabinete privado do primeiro-ministro René Préval em 1991 e estava envolvida no movimento Lavalas em apoio ao presidente. De julho de 1992 até outubro de 1993, ela foi a diretora-executiva do escritório de Washington no Haiti, fazendo advocacia e lobby. Entre 1993 e 1995 foi ministra dos Negócios Estrangeiros e das Religiões nos governos Malval e Michel. Depois atuou como primeira-ministra por cem dias entre 1995 e 1996. Seu encargo era fortalecer a liderança do país e organizar eleições presidenciais democráticas.
Claudette Werleigh nomeou um gabinete com dezessete ministros, incluindo quatro mulheres, e declarou que seu objetivo era a justiça política, social, cultural e econômica. Ela recebeu apoio financeiro para energia renovável, para agricultura e para construção de estradas e melhorou as relações com Cuba e Taiwan. Ela também tentou reduzir a dependência econômica do Haiti e interrompeu o processo de privatização. Porém, depois o Fundo Monetário Internacional (FMI) reteve empréstimos, provocando uma crise política. René Préval foi eleito presidente com oitenta e oito por cento dos votos. Foi a primeira mudança pacífica do presidente desde que o Haiti se tornou independente. Préval era um aliado de Aristide e gostaria que Claudette Werleigh continuasse como primeira-ministra. Mas a maioria no Parlamento, que precisava aprovar o primeiro-ministro, havia mudado, por isso Claudette se aposentou da política e deixou o país.

## Trabalhadora pela paz
Em 1999, tornou-se diretora do programa de transformação de conflitos do Instituto Vida e Paz em Uppsala, na Suécia. O trabalho de Claudette a levou para as áreas de conflito em toda a América Latina e em vários outros países da Ásia, África e na maioria dos países da Europa Ocidental. Em 2007, foi eleita secretária-geral da Pax Christi Internacional, uma organização internacional não governamental de tradições católicas pela paz em uma ampla variedade de questões das áreas de direitos humanos, segurança e desarmamento, justiça econômica e ecologia. Antes disso, foi vice-presidente e integrante do comitê executivo da Pax Internacional, de 1992 até 2001. Em 2010, tornou-se enviada da paz na Pax Christi Internacional.